# Hl. Vasilije Ostroški (Avtovac)

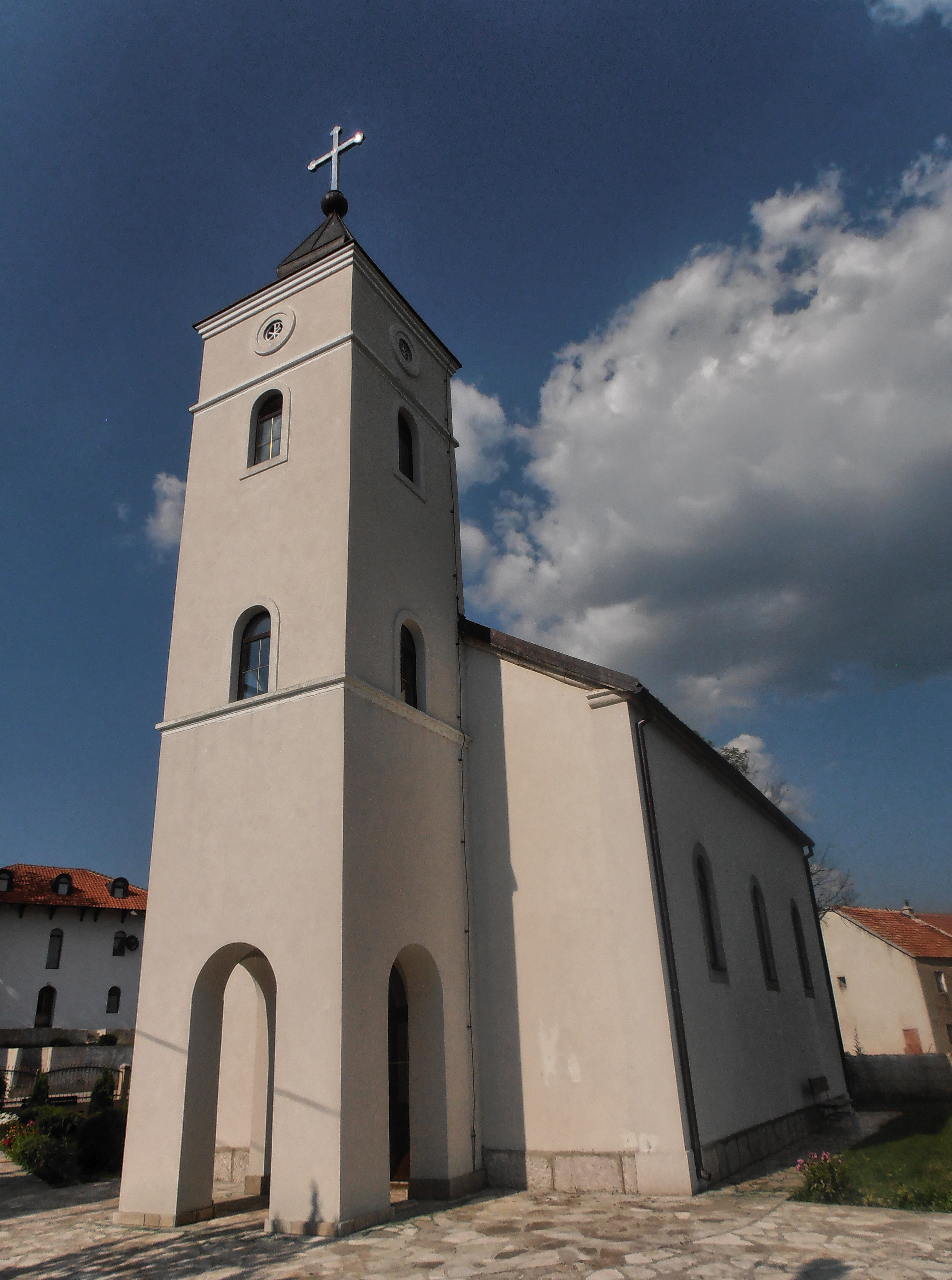
Die Kirche Hl. Vasilije Ostroški im Zentrum von Avtovac

Die Kirche Hl. Vasilije Ostroški (serbisch: Црква Светог Василија Острошког, Crkva Svetog Vasilija Ostroškog) in Avtovac, einem Dorf in der Opština Gacko, ist eine serbisch-orthodoxe Pfarreikirche im Südosten Bosniens und Herzegowina.
Die von 1907 bis 1908 erbaute Kirche ist die Pfarreikirche der Pfarrei Avtovac im Dekanat Mostar-Nevesinje der Eparchie Zahumlje-Herzegowina-und-Küstenland der serbisch-orthodoxen Kirche. Die Kirche ist dem Heiligen Vasilije Ostroški dem Wundertäter geweiht.

## Lage

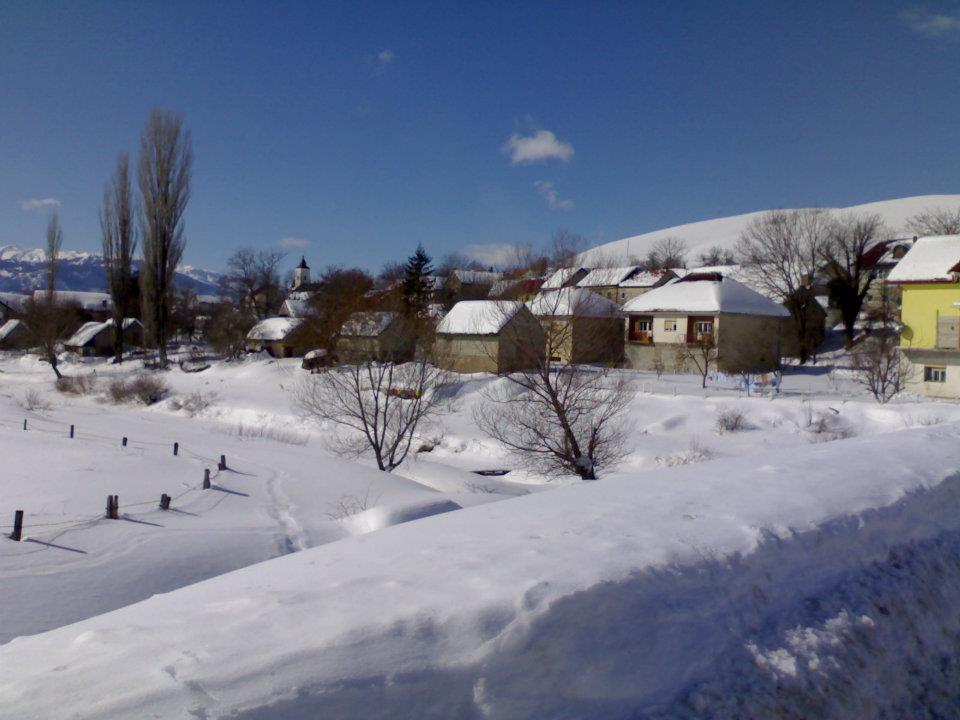
Zentrum von Avtovac im Winter (im Hintergrund die Kirche, im Vordergrund die zugefrorene Mušnica)

Die Kirche steht im Zentrum des um die 300 Einwohner zählenden Dorfes Avtovac in der Opština Gacko im nordöstlichen Teil der Ostherzegowina. Avtovac liegt rund 5 km südöstlich von der Gemeindehauptstadt Gacko entfernt am östlichen Rand des Gatačko polje. Unweit der Kirche fließt der Fluss Mušnica durch das Dorfzentrum.

## Geschichte und Architektur
Die Kirche Hl. Vasilije Ostroški wurde von 1907 bis 1908, während der österreichisch-ungarischen Annexion Bosniens und Herzegowinas, erbaut und 1908 zu Zeiten des damaligen Metropoliten der Metropolie Zahumlje-Herzegowina Petar (Zimonjić) eingeweiht.
Die Kirche ist ein einschiffiges Kirchengebäude aus Stein mit einer Altar-Apsis im Osten und einem Kirchturm im Westen. In den 1960er Jahren des 20. Jahrhunderts, im sozialistischen Jugoslawien, wurde der Kirchturm an die Westseite der Kirche angebaut. Die Kirche Hl. Vasilije Ostroški wurde seitdem nicht wieder erneuert.

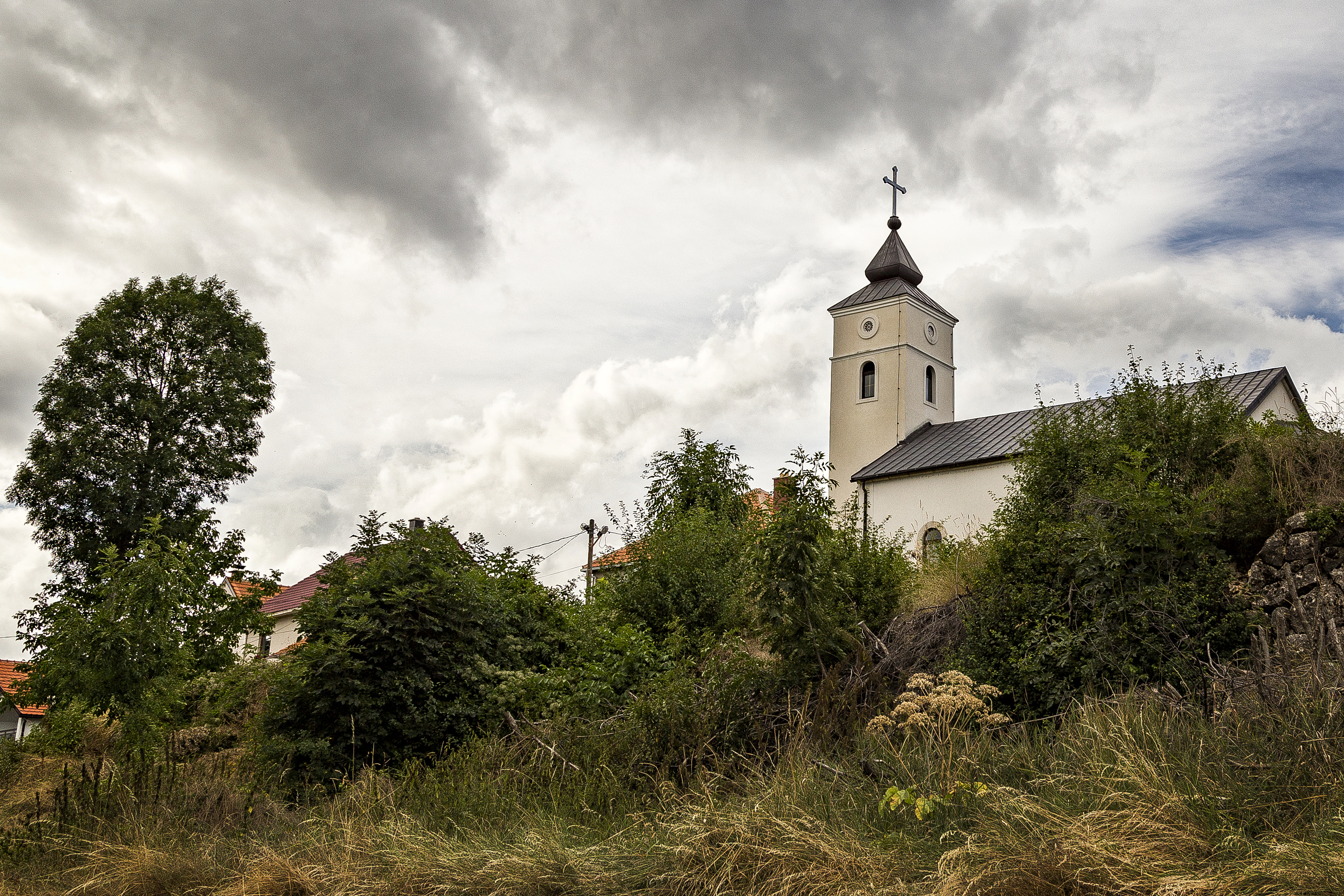
Die Kirche mit naher Umgebung

In der Kirche befindet sich als Reliquie seit 1996 ein Schuh das Hl. Vasilije Ostroški, als die Reliquien des Hl. Vasilije Ostroški neu angekleidet wurden und durch die Herzegowina in einer feierlichen Prozession geführt wurden. Der Hl. Vasilije Ostroški ruht im von ihm persönlich gegründeten Serbisch-orthodoxen Kloster Ostrog in Montenegro, in der Opština Danilovgrad. Die Hauptgottesdienste finden in der Kirche zur  Patronatsslava und Christi Verklärung statt.

## Pfarrei Avtovac

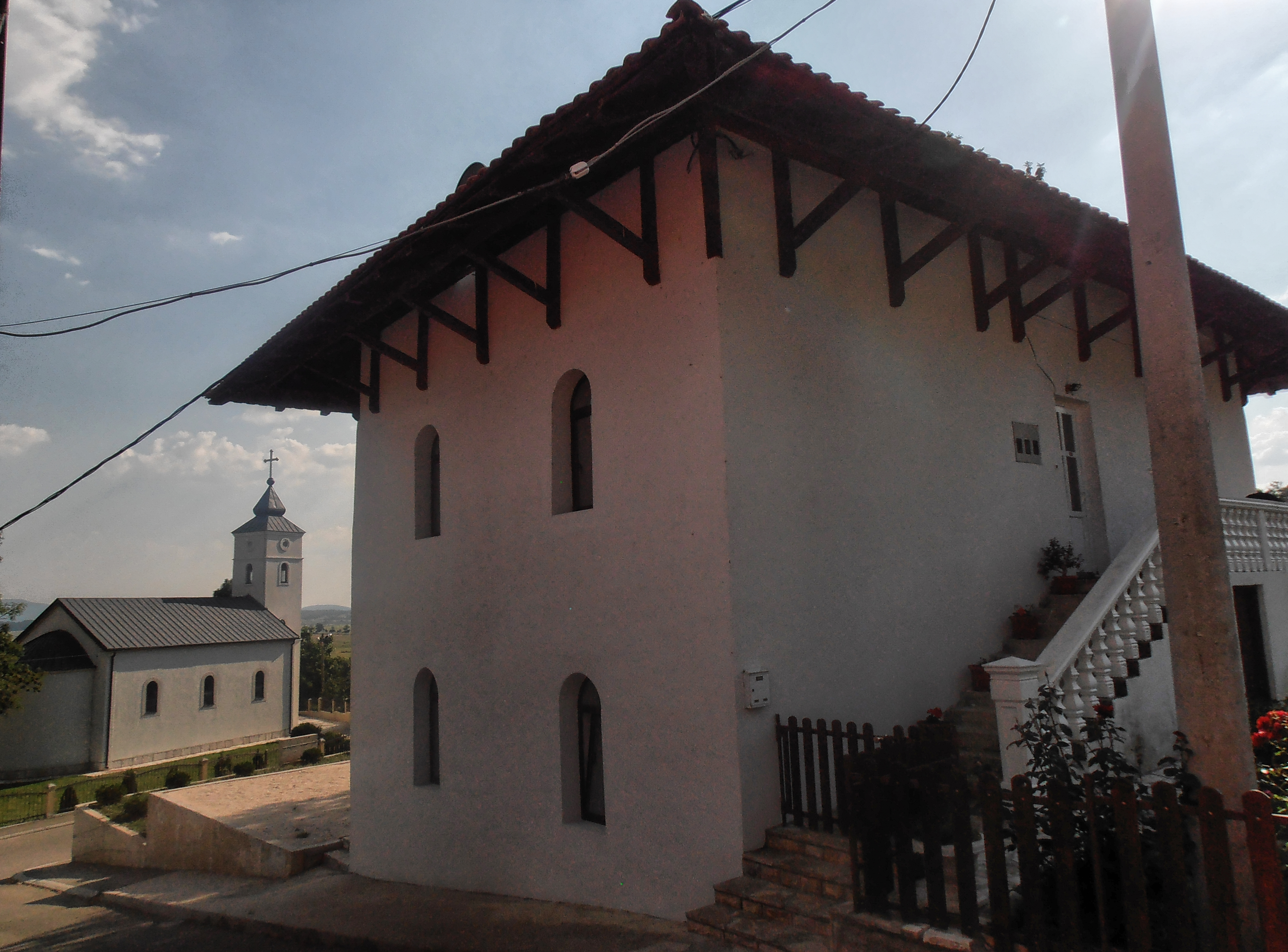
Das Pfarreihaus und die Kirche im Hintergrund

Zur Pfarrei Avtovac gehören Dörfer aus drei Gemeinden in zwei Ländern. In der Pfarrei befinden sich elf Serbisch-orthodoxe Kirchen.
Aus der Gemeinde Bileća sind dies Korita, Rioca, Brestice und Hodžići. Aus der Gemeinde Gacko sind es folgende Dörfer: Avtovac, Stepen, Pržine, Danići, Zagradci, Lipnik, Samobor, Gareva, Dobrelji, Stari Dulići, Novi Dulići, Kazanci, Vratkovići, Miholjače, Jasenik, Berušica und Žanjevica. Sowie das Dorf Brljevo, das in der Opština Plužine in Montenegro liegt.
Priester der Kirche ist seit 2012 Miodrag Vrtikapa.

## Quelle
- Seite über die Kirche auf der Seite der Eparchie Zahumlje-Herzegowina und Küstenland, (serbisch)
- Seite über die Kirche auf der Seite der Gemeinde Gacko, (serbisch)

Koordinaten: 43° 8′ 16,7″ N, 18° 34′ 38,2″ O